# Badminton-Bundesliga 2015/16
Die Badminton-Bundesliga-Saison 2015/2016 war die 45. Spielzeit der Badminton-Bundesliga. Am Start waren neun Mannschaften. Die ersten drei Mannschaften der Liga spielten in den Play-Offs um den Meistertitel.
Der Tabellenachte des Vorjahres PTSV Rosenheim hatte schon vor Abschluss der Vorsaison seinen Rückzug bekanntgegeben. Der Meister der 2. Bundesliga Süd (1. BC Bischmisheim 2) war als zweite Mannschaft nicht aufstiegsberechtigt. Der Meister der 2. Bundesliga Nord, FC Langenfeld, und der Vizemeister der 2. Bundesliga Süd, SV Fischbach, verzichteten auf den Aufstieg. Somit kehrte der Drittplatzierte der 2. Bundesliga, die SG Anspach, in die 1. Bundesliga zurück. Der Neuntplatzierte SV Fun-Ball Dortelweil verzichtete auf einen Verbleib in der 1. Bundesliga. Der Zehntplatzierte der Vorsaison TSV Neuhausen-Nymphenburg verblieb als neunter Teilnehmer in der 1. Badminton-Bundesliga.

## Hauptrunde
| Platz | Verein                    | gespielt | Punkte | gew. | rem. | ver. | Spiele | Sätze   | Spielpunkte |
| ----- | ------------------------- | -------- | ------ | ---- | ---- | ---- | ------ | ------- | ----------- |
| 1     | 1. BC Bischmisheim        | 16       | 30:2   | 15   | 0    | 1    | 77:19  | 160:45  | 3820:2949   |
| 2     | SC Union 08 Lüdinghausen  | 16       | 26:6   | 12   | 2    | 2    | 68:28  | 143:72  | 4050:3564   |
| 3     | TV Refrath                | 16       | 22:10  | 10   | 2    | 4    | 57:39  | 128:98  | 4105:3877   |
| 4     | 1. BC Beuel               | 16       | 19:13  | 7    | 5    | 4    | 54:42  | 120:103 | 4087:3961   |
| 5     | 1. BC Düren               | 16       | 16:16  | 7    | 2    | 7    | 49:47  | 116:110 | 4008:4001   |
| 6     | 1. BV Mülheim             | 16       | 16:16  | 7    | 2    | 7    | 49:47  | 107:108 | 3734:3759   |
| 7     | TSV Trittau               | 16       | 9:23   | 4    | 1    | 11   | 36:60  | 90:130  | 3770:4127   |
| 8     | TSV Neuhausen-Nymphenburg | 16       | 5:27   | 2    | 1    | 13   | 25:71  | 71:148  | 3669:3957   |
| 9     | SG Anspach                | 16       | 1:31   | 0    | 1    | 15   | 17:79  | 46:167  | 3236:4284   |

## Playoff
Nach Abschluss der regulären Punktrunde wurde die Meisterschaft im Rahmen von Playoff-Spielen ausgespielt. Hierbei qualifizierte sich der Erstplatzierte der regulären Punktrunde direkt für das Endspiel und hatte das Heimrecht für dieses. Der Zweit- und Drittplatzierte spielten in einem Halbfinale den zweiten Endspielteilnehmer aus. Der Zweitplatzierte der Runde hatte hierbei das Heimrecht. Meister wurde der 1. BC Saarbrücken-Bischmisheim, der im Finale SC Union Lüdinghausen mit 4:2 bezwang.

### Halbfinale
| Datum      | Heim                  | Gast       | Ergebnis                                          |
| ---------- | --------------------- | ---------- | ------------------------------------------------- |
| 08.05.2016 | SC Union Lüdinghausen | TV Refrath | 3:3 (Goldener Satz im HD: 21:18 für Lüdinghausen) |

### Finale
| Datum      | Heim               | Gast                  | Ergebnis |
| ---------- | ------------------ | --------------------- | -------- |
| 27.05.2016 | 1. BC Bischmisheim | SC Union Lüdinghausen | 4:2      |